# Osterfingen
Osterfingen ist eine Ortschaft in der Gemeinde Wilchingen im Schweizer Kanton Schaffhausen. Bis Ende 2005 war sie eine selbständige Gemeinde.

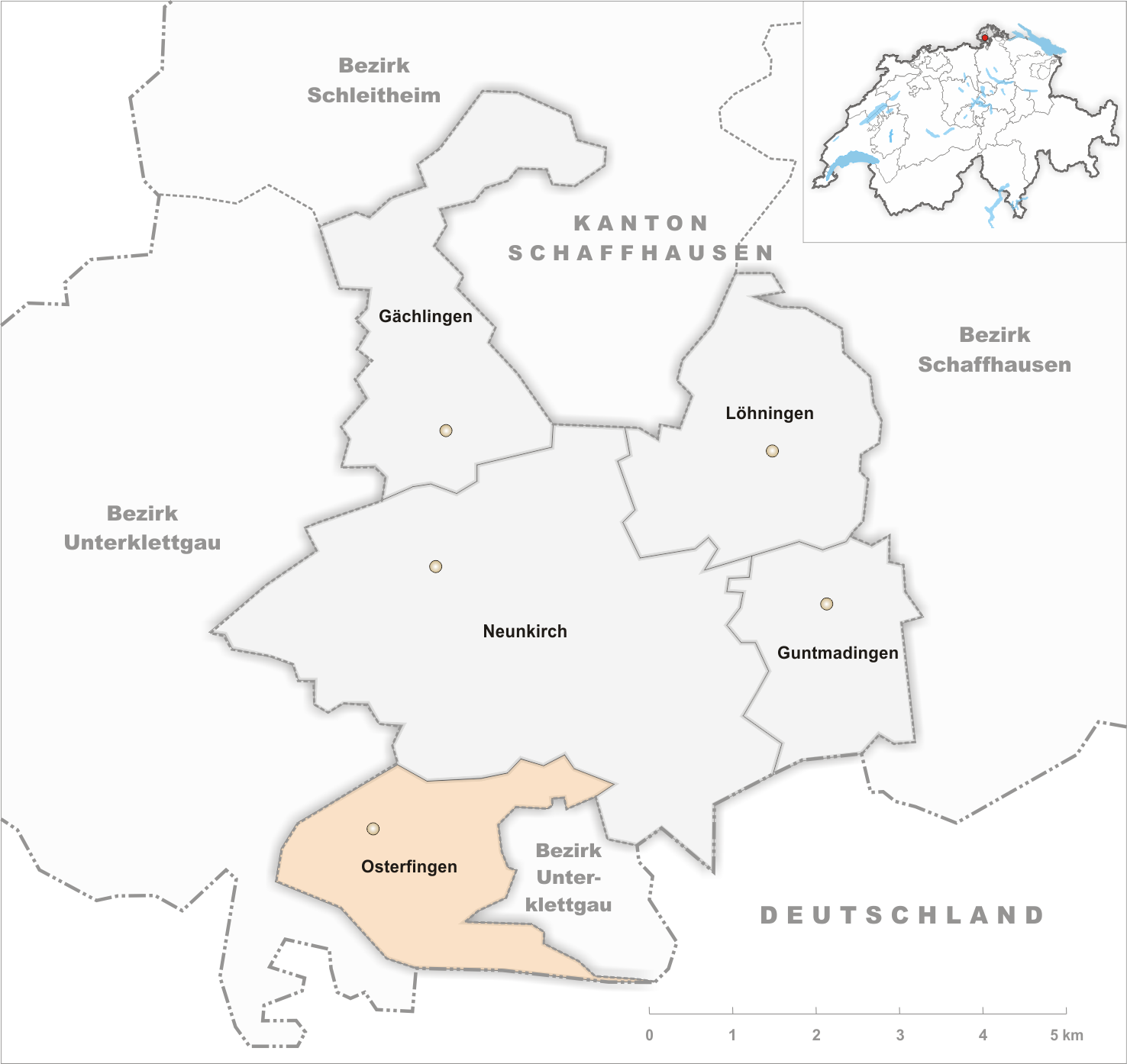
Gemeindestand vor der Fusion am 1. Januar 2005

## Persönlichkeiten
- Benjamin Vetter (1848–1893), Zoologe, Anatom und Hochschullehrer